# Babylon Park

Персонажи Babylon Park

Babylon Park (рус. Вавилон Парк) — пародия на сериалы «Вавилон-5» и «Южный парк», выпуск которой начался в Интернете в 1998 году Кристофером Руссо (англ. Christopher Russo). Здесь основные персонажи «Вавилона-5» предстают нарисованными в стиле «Южного парка». «Babylon Park» представляет собой ряд короткометражек, в том числе некоторые сделанные при непосредственном участии реальных создателей и актёров «Вавилона-5».
«Babylon Park» начался с комментария Кристофера Руссо в чат-дискуссии: «О боже мой, они убили Коши!» (отсылка к смерти одного из персонажей, Коша, и популярной фразе из «Южного парка» «О боже мой, они убили Кенни»). Шутка получила определённую реакцию, и спустя некоторое время Руссо решил сделать короткий фан-фильм, основанный на этой концепции. При поддержке NicholsFilm group в 1998 году вышел Babylon Park: The Movie. Дальнейшие эпизоды были выпущены компанией самого Руссо iNFiNiCorp Transgalactic. Это эпизоды:
- Episode 000 (1999)
- Frightspace (1999)
- Spoosade versus Forager: Grudgematch (2000)